# Edições Gailivro
A Edições Gailivro é uma editora portuguesa, integrada no grupo editorial LeYa, com sede em Alfragide, no Lisboa. Foi fundada em 1987, na altura sedeada em Canelas, Vila Nova de Gaia.
Inicialmente a Gailivro estava voltada para a produção de manuais escolares. Contudo, gradualmente, expandiu a sua actividade para material didáctico, paraescolar e edições gerais.
Em 2007 reforçou a sua posição como uma das principais editoras de livros no segmento do fantástico e da ficção científica, conseguindo alcançar a liderança no segmento do fantástico dois anos mais tarde, em 2009.
É a editora responsável pela publicação dos livros da saga Twilight, de Stephenie Meyer, obras de António Mota, entre outros.